# Jovan Bijelić
Jovan Bijelić (en cirílico serbio: Јован Бијелић; Revenik, 30 de junio de 1884-Belgrado, 12 de marzo de 1964) fue un pintor serbio, uno de los artistas visuales yugoslavos más importantes del periodo de entreguerras. Es uno de los representantes más destacados del expresionismo de color.
El Departamento de Bellas Artes y Música de la Academia de las Artes y de las Ciencias de Serbia lo eligió miembro el 5 de diciembre de 1963.